# Gangue Verde
A Gangue Verde (em chinês tradicional: 青幫, chinês simplificado: 青帮, pinyin: Qīng Bāng) foi uma sociedade secreta e uma organização criminosa chinesa que se destacou na atividade criminosa, social e política em Xangai durante o início até a metade do século XX.

## História

### Origens
Como uma sociedade secreta, as origens e a história da Gangue Verde são complexas. A sociedade tem suas raízes no Luojiao, uma seita budista fundada por Luo Qing durante a dinastia Ming; durante o início do século XVIII na dinastia Qing, a seita foi introduzida entre os trabalhadores envolvidos no transporte de grãos ao longo do Grande Canal por meio dos esforços de três irmãos jurados: Weng Yan (翁 岩), Qian Jian (钱 坚) e Pan Qing (潘清). Grupos luoístas misturaram-se com as sociedades preexistentes de barqueiros de transporte de grãos ao longo do Canal, prestando serviços como enterros e hospedarias, e também serviram como organização social para os barqueiros. No entanto, eles foram vistos como uma ameaça pelas autoridades, e em 1768 o imperador Qianlong ordenou a destruição dos templos luoístas e proibiu a seita. Isso direcionou a seita para a clandestinidade, onde fez com que a mesma se concentrasse nas próprias frotas de grãos.
Durante as revoltas do século XIX, incluindo a Rebelião Taiping e a mudança no curso do Rio Amarelo por volta de 1855, o transporte de grãos ao longo do Grande Canal foi severamente interrompido e finalmente encerrado. Isso novamente dispersou os barqueiros, que se juntaram às rebeliões locais (como as rebeliões Taiping e Nien), ou se deslocaram para a costa para se juntarem ao comércio de contrabando de sal. No norte da província de Jiangsu na década de 1870, barqueiros e contrabandistas de sal começaram a se organizar no que era chamado de Anqing Daoyou (安 清道 友, literalmente "Amigos do Caminho da Tranquilidade e da Pureza"), que foi o precursor direto da Gangue Verde no início do século XX.

### Surgimento em Xangai
Xangai tornou-se um local favorável para atividades criminosas e para a Gangue Verde em particular devido a vários fatores. Como o Grande Canal ficou fora de uso para o embarque de grãos, sendo substituído pela rota marítima, Xangai tornou-se um importante ponto de transbordo de grãos; ao mesmo tempo, como um dos portos do tratado, era uma porta de comércio exterior, inclusive de ópio. A presença da Concessão Internacional de Xangai e da Concessão Francesa, que estavam sob jurisdições e administrações diferentes, também contribuíram para um ambiente jurídico desarticulado que favoreceu o crime organizado. Finalmente, a imigração maciça chinesa para Xangai significou que as associações baseadas nas comunidades ancestrais comuns ou lealdades juradas se tornaram fatores importantes da vida social de Xangai, e a Gangue Verde trabalhou através dessas redes. Por exemplo, Du Yuesheng, que se tornaria um dos mais proeminentes líderes da Gangue Verde em Xangai, foi apresentado a Huang Jinrong, um líder anterior, porque seu mentor era natural de Sucheu como Huang.

### Destaque em Xangai
No século XX, a Gangue adquiriu tanta riqueza e poder que se tornou corrupta e incluiu muitos empresários bem-sucedidos. Sob comando de Du Yuesheng, controlava as atividades criminosas em toda a cidade de Xangai. A Gangue Verde concentrou-se no ópio (que era apoiado pelos senhores da guerra locais), extorsão, jogo e prostituição. Xangai foi considerada por alguns a vice-capital do mundo na época.[carece de fontes?]
A Gangue Verde foi frequentemente contratada pelo Kuomintang de Chiang Kai-shek para desmantelar reuniões sindicais e greves trabalhistas e também esteve envolvida na Guerra Civil Chinesa. Um dos líderes do Gang Verde, Ying Guixin, também esteve envolvido no assassinato de Yuan Shikai do político rival Song Jiaoren, em 1913. Com o nome de Sociedade para o Progresso Comum, foi — junto com outras gangues criminosas — responsável pelo massacre do Terror Branco de aproximadamente 5 000 grevistas pró- comunistas em Xangai em abril de 1927, que foi ordenado pelo líder nacionalista Chiang Kai-shek. Chiang concedeu a Du Yuesheng o posto de general do Exército Nacional Revolucionário mais tarde.
A Gangue Verde foi uma grande apoiadora financeira de Chiang Kai-shek, que conheceu a gangue quando morou em Xangai de 1915 a 1923. A Gangue Verde dividiu seus lucros do tráfico de drogas com o Kuomintang após a criação do Gabinete de Supressão ao Ópio.[carece de fontes?]  O cunhado de Chiang Kai-shek e ministro financeiro T. V. Soong também fez uma parceria com o grupo pró-Chiang da Gangue Verde para pressionar os bancos de Xangai a comprarem títulos nacionais. Nos últimos dois anos da Década de Nanquim, a Gangue Verde continuou a pressionar as grandes empresas a comprar títulos nacionais, como forma de compensar a falta de imposto corporativo imposto pelo governo.

### Últimos anos em Hong Kong
Após a derrota do regime de Chiang Kai-shek no continente em 1949, a Gangue Verde deixou Xangai e no início dos anos 1950 abriu refinarias de heroína em Hong Kong. Nos anos seguintes, a organização sofreu com as lutas contra os sindicatos locais pelo controle do mercado de drogas. Em meados da década de 1950, a Gangue Verde havia desaparecido. O controle do mercado de heroína foi então tomado por pequenos sindicatos da etnia Chaozhou vindos da cidade costeira vizinha de Shantou. Eles usaram os químicos da Gangue Verde e expandiram o consumo de heroína em Hong Kong. No início da década de 1960, eles espalharam sua influência no Sudeste Asiático e, no final da década, os químicos de Hong Kong inauguraram o primeiro laboratório de alto grau de heroína ao longo da fronteira entre a Tailândia e a Myanmar, introduzindo a tecnologia que fez do Triângulo Dourado o maior produtor de heroína do mundo.